# Eutelsat 65 West A
O Eutelsat 65 West A é um satélite de comunicação geoestacionário europeu construído pela Space Systems/Loral (SS/L) que está localizado na posição orbital de 65 graus de longitude oeste e é operado pela Eutelsat. O satélite foi baseado na plataforma SSL-1300 e sua expectativa de vida útil é de 15 anos.

## História
A Space Systems/Loral (SSL) anunciou em julho de 2013, que havia sido selecionada para fornecer à Eutelsat o satélite Eutelsat 65 West A. O satélite foi planejado com o objetivo de abrir novos mercados para a Eutelsat em serviços de radiodifusão e de banda larga no Brasil e em toda a América Latina.
O satélite irá fornecer cerca de 16 kW de potência no final de sua vida. Ele é equipado com 10 transponders de banda C e 24 de banda Ku para serviços de vídeo, além de 24 feixes pontuais de banda Ka para conectividade de banda larga em regiões chave.
O Eutelsat 65 West A baseia-se na plataforma de satélite SSL-1300. Lançado no início de 2016, o satélite foi projetado para fornecer o serviço por 15 anos ou mais.

## Lançamento
O satélite foi lançado com sucesso ao espaço no dia 9 de março de 2016, à 5:20 UTC, por meio de um veículo Ariane 5 ECA a partir do Centro Espacial de Kourou, na Guiana Francesa. Ele tinha uma massa de lançamento de 6 600 kg.

## Capacidade e cobertura
O Eutelsat 65 West A está equipado com 24 transponders de banda Ku, 10 de banda C e até 24 feixes pontuais de banda Ka. Os transponders de banda C cobrem partes ocidentais do Brasil, os transponders de banda Ku cobrem o Brasil e a América Latina de língua espanhola os feixes de banda Ka foram concebidos para servir a mais populosa parte urbana do Brasil e também é capaz de servir cidades na costa do Pacífico e na América Central, de acordo com as exigências do mercado.